# 1922 Зулу
1922 Зулу (енгл. 1922 Zulu) је астероид чија средња удаљеност од Сунца износи 3,236 астрономских јединица (АЈ).
Апсолутна магнитуда астероида је 12,2.